# Lista delle epidemie

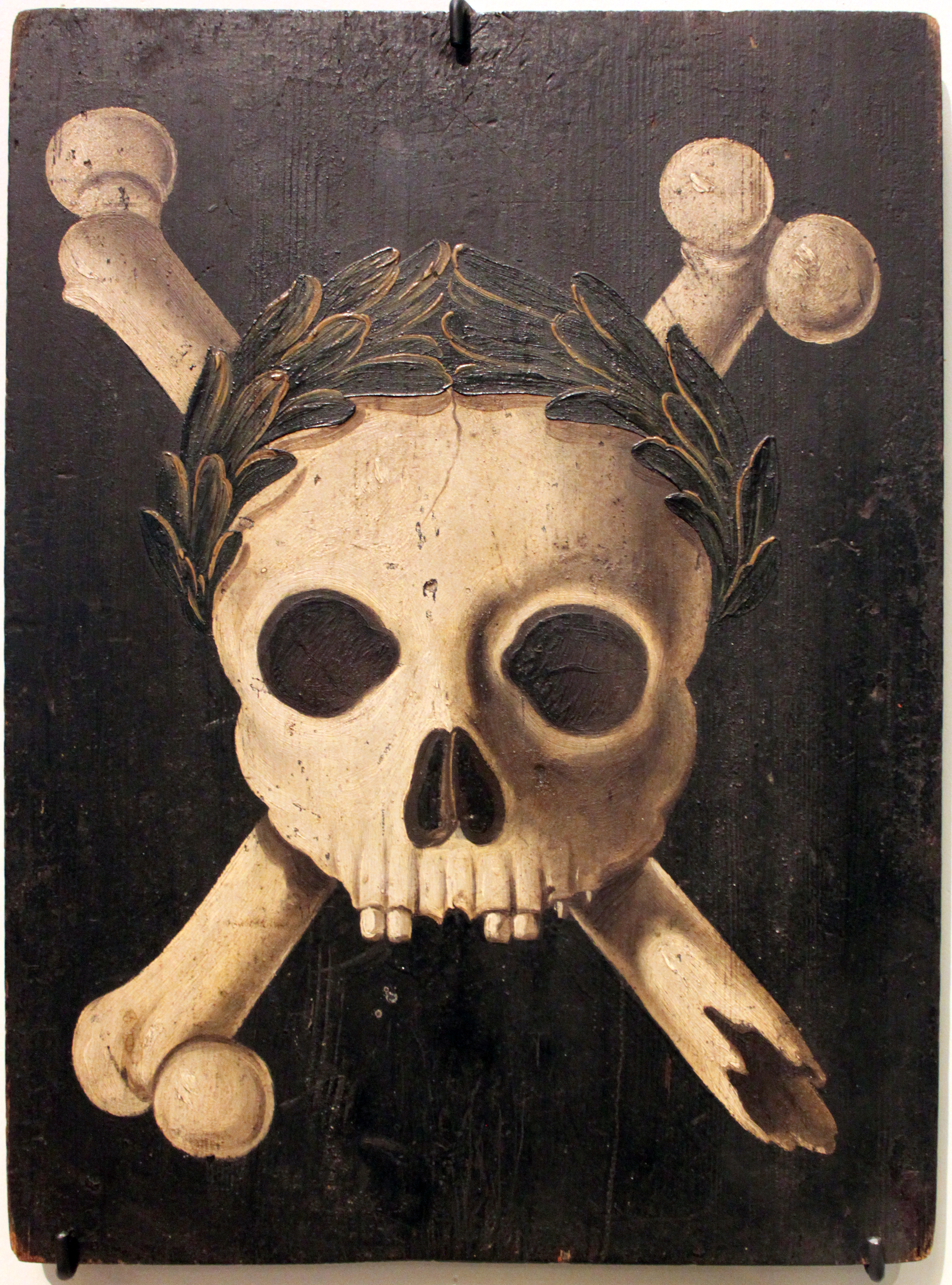
"pannello della peste" tedesco del XVII secolo raffigurante il trionfo della morte. Pannelli di questo tipo venivano posti sui muri delle case per mettere in guardia contro la peste. Un'epidemia di peste imperversò ad Augusta, in Baviera, tra il 1632 e il 1635.

Questo è un elenco delle più grandi epidemie e pandemie conosciute; non sono incluse le malattie non trasmissibili come le malattie cardiovascolari e il cancro.
Un'epidemia è la rapida diffusione della malattia a un gran numero di persone in una data popolazione in un breve periodo di tempo; nelle infezioni meningococciche, un tasso di attacco superiore a 15 casi ogni 100.000 persone per due settimane consecutive è considerato un'epidemia.
A causa della lunga durata la prima pandemia di peste (VI secolo-VIII secolo) e la seconda pandemia di peste (XIV secolo-inizio XIX secolo) sono mostrate in singoli focolai, come la peste di Giustiniano (prima pandemia) e la peste nera (seconda pandemia).

## Maggiori epidemie e pandemie
Le epidemie tuttora in corso sono in grassetto. Per la classifica, per ogni epidemia, viene utilizzata la media del numero di vittime stimato. Se la media delle vittime di due o più epidemie è uguale, minore è la durata dell'epidemia maggiore è la sua gravità. Per i documenti storici dei principali cambiamenti nella popolazione mondiale, vedere la popolazione mondiale.
| Gravità | Epidemia/pandemia               | Malattia               | Data                                | Numero di Morti                                                                   | Luogo                      | Popolazione globale persa              | Popolazione locale persa           |
| ------- | ------------------------------- | ---------------------- | ----------------------------------- | --------------------------------------------------------------------------------- | -------------------------- | -------------------------------------- | ---------------------------------- |
| 1       | Peste nera                      | Peste bubbonica        | 1346–1353                           | 75–200 milioni                                                                    | Europa, Asia, e Nordafrica | 17–54%                                 | 30–60% della popolazione europea   |
| 2       | Influenza spagnola              | Influenza A H1N1       | 1918–1920                           | 17–100 milioni                                                                    | Mondo                      | 1–5.4%                                 | –                                  |
| 3       | Peste di Giustiniano            | Peste bubbonica        | 541–549                             | 15–100 milioni                                                                    | Europa, Asia occidentale   | 7–56%                                  | 25–60% della popolazione europea   |
| 4       | HIV                             | AIDS                   | 1981–oggi                           | 36.3 milioni (al 2020)                                                            | Mondo                      | –                                      | –                                  |
| 5       | Covid-19                        | Covid-19               | 2019–2023                           | 7 milioni (confermati a novembre 2022) 18–34 milioni (ipotizzati a febbraio 2023) | Mondo                      | 0.1% (confermati) 0.2–0.4%(ipotizzati) | –                                  |
| 6       | Terza pandemia di peste         | Peste bubbonica        | 1855–1960                           | 12–15 milioni                                                                     | Mondo                      |                                        | –                                  |
| 7       | Epidemia di cocoliztli del 1545 | ignoto (Salmonella?)   | 1545–1548                           | 5–15 milioni                                                                      | Messico                    | 1–3%                                   | 27–80% della popolazione messicana |
| 8       | Peste antonina                  | Vaiolo o morbillo      | 165–180 (probabilmente fino al 190) | 5–10 milioni                                                                      | Impero Romano              | 3–6%                                   | 25–33% della popolazione romana    |
| 9       | Epidemia di vaiolo messicana    | Vaiolo                 | 1519–1520                           | 5–8 milioni                                                                       | Messico                    | 1–2%                                   | 23–37% della popolazione messicana |
| 10      | Epidemia di tifo russa          | Tifo esantematico      | 1918–1922                           | 2–3 milioni                                                                       | Russia                     | 0.1–0.16%                              | 1–1.6% della popolazione russa     |
| 11      | Influenza asiatica              | Influenza A H2N2       | 1957–1958                           | 1–4 milioni                                                                       | Mondo                      | 0.03–0.1%                              | –                                  |
| 12      | Influenza di Hong Kong          | Influenza A H3N2       | 1968–1969                           | 1–4 milioni                                                                       | Mondo                      | 0.03–0.1%                              | –                                  |
| 13      | Epidemia di cocoliztli del 1576 | ignoto (Salmonella?)   | 1576–1580                           | 2–2.5 milioni                                                                     | Messico                    | 0.4–0.5%                               | 50% della popolazione messicana    |
| 14      | Epidemia di vaiolo giapponese   | Vaiolo                 | 735–737                             | 2 milioni                                                                         | Giappone                   | 1%                                     | 33% della popolazione giapponese   |
| 15      | Peste persiana                  | Peste bubbonica        | 1772–1773                           | 2 milioni                                                                         | Persia                     | 0.2–0.3%                               |                                    |
| 16      | Peste del 1656                  | Peste bubbonica        | 1656–1658                           | 1.25 milioni                                                                      | Italia                     | 0.2%                                   | Sud Italia                         |
| 17      | Terza pandemia di colera        | Colera                 | 1846–1860                           | 1 milioni+                                                                        | Mondo                      | 0.08%                                  | –                                  |
| 18      | Peste del 1630                  | Peste bubbonica        | 1629–1631                           | 1 milione                                                                         | Italia                     | 0.2%                                   | –                                  |
| 19      | Influenza russa                 | Influenza (contestata) | 1889–1890                           | 1 milione                                                                         | Mondo                      | 0.07%                                  | –                                  |

## Spopolamento delle Americhe
Non sono incluse molte ondate di malattie mortali portate dagli europei nelle Americhe e nei Caraibi. 
Le popolazioni dell'emisfero occidentale furono decimate principalmente dal vaiolo, ma anche dal tifo, dal morbillo, dall'influenza, dalla peste bubbonica, dal colera, dalla malaria, dalla tubercolosi, dalla parotite, dalla febbre gialla e dalla pertosse. La mancanza di conoscenze scientifiche sui microrganismi e la mancanza di cartelle cliniche sopravvissute per molte aree rendono incerta l'attribuzione di numeri specifici a malattie specifiche.
La mancanza di documenti scritti in molte zone e la distruzione di molte società native causate da malattie, guerre e colonizzazioni rendono le stime incerte. I decessi probabilmente sono stati decine o centinaia di milioni, con forse il 90% della popolazione morta nelle aree più colpite. 

## Malattie infettive ad alta prevalenza
Ci sono state varie malattie infettive importanti con un'elevata diffusione in tutto il mondo, ma attualmente non sono elencate come epidemie\pandemie a causa della mancanza di dati definiti, come l'intervallo di tempo e il bilancio delle vittime.
- La tubercolosi è diventata un'epidemia in Europa nel 18º e 19º secolo, mostrando un andamento stagionale, ed è ancora presente a livello globale.[20][21][22] La morbilità e la mortalità della tubercolosi e dell'HIV/AIDS sono state strettamente collegate, note come "sindemia TB/HIV".[22][23] Secondo l'Organizzazione Mondiale della Sanità, ogni anno si verificano circa 10 milioni di nuove infezioni da tubercolosi e 1,5 milioni di morti, rendendolo il principale killer infettivo del mondo prima della pandemia di COVID-19.[22] Tuttavia, mancano dati che descrivano le principali epidemie di tubercolosi con intervalli di tempo definiti e bilancio delle vittime.
- Secondo l'Organizzazione Mondiale della Sanità, nel 2019 ci sono state circa 296 milioni di persone che convivono con l'epatite B cronica, con 1,5 milioni di nuove infezioni ogni anno. Nel 2019, l'epatite B ha causato circa 820.000 decessi, principalmente per cirrosi e carcinoma epatocellulare (tumore primario del fegato).[24] In molti luoghi dell'Asia e dell'Africa, l'epatite B è diventata endemica.[25] Inoltre, una persona è talvolta infetta sia dal virus dell'epatite B che dall'HIV e questi individui (circa 2,7 milioni) rappresentano circa l'1% delle infezioni totali da HBV.[24]
- Secondo l'Organizzazione Mondiale della Sanità, ci sono circa 58 milioni di persone con epatite C cronica, con circa 1,5 milioni di nuove infezioni che si verificano ogni anno. Nel 2019, circa 290.000 persone sono morte a causa della malattia, principalmente per cirrosi e carcinoma epatocellulare (tumore primario del fegato).[26] Ci sono state molte epidemie di virus dell'epatite C nella storia.[27][28][29]